# Alejandra
Alejandra [a.le.ˈxan.dɾa] ist ein weiblicher Vorname.

## Herkunft und Bedeutung
Bei Alejandra handelt es sich um die weibliche Variante von Alexandra.

## Verbreitung
In Spanien hat sich Alejandra in der Top-40 der Vornamenscharts etabliert. Im Jahr 2022 belegte er Rang 30 der Hitliste. In Katalonien wird der Name deutlich seltener gewählt. Hier stand er im selben Jahr auf Rang 99. In Galicien zählte er dagegen lange zu den 50 meistgewählten Mädchennamen. Zuletzt erreichte er diese Hitliste im Jahr 2020 (Stand: 2022).
Alejandra erreichte in Chile seine letzte Top-100-Platzierung im Jahr 2013. In Mexiko belegte Alejandra im Jahr 2021 Rang 31 der Hitliste.
In den USA gewann Alejandra in den 1970er Jahren langsam an Beliebtheit, zählte jedoch nie zu den populärsten Vornamen. Zwischen 1991 und 2003 erreichte er die Top-200 der Vornamenscharts. 2022 belegte er Rang 567 der Vornamenscharts.

## Varianten
Die Kurzform des Namens lautet Ale. Die männliche Variante Alejandro.
Für weitere Varianten: siehe Alexander#Varianten

## Namensträger
- Alejandra Alcántar (* 1991), mexikanische Handballspielerin
- Alejandra Arévalo (* 1996), peruanische Stabhochspringerin
- Alejandra Barros (* 1971), mexikanische Schauspielerin
- Alejandra Cisneros (* 1995), mexikanische Tennisspielerin
- Alejandra Costamagna (* 1970), chilenische Schriftstellerin und Journalistin
- Alejandra Flechner (* 1961), argentinische Schauspielerin
- Alejandra García (* 1973), argentinische Stabhochspringerin
- Alejandra Gulla (* 1977), argentinische Feldhockeyspielerin
- Alejandra Guzmán (* 1968), mexikanische Sängerin und Filmschauspielerin
- Alejandra Márquez Abella (* 1982), mexikanische Filmregisseurin und Drehbuchautorin
- Alejandra Monteverde (* 1988), peruanische Badmintonspielerin
- María Alejandra Murillo (* 2004), kolumbianische Leichtathletin
- Alejandra Orozco (* 1997), mexikanische Wasserspringerin
- Alejandra da Passano (1947–2014), argentinische Film-, Theater- und Kinoschauspielerin
- Alejandra Pizarnik (1936–1972), argentinische Dichterin und Schriftstellerin
- Alejandra Quisbert (* 1992), bolivianische Fußballschiedsrichterin
- Alejandra Ribera, kanadische Indie-Pop-, Latin- und Jazzsängerin
- Alejandra Riera (* 1965), argentinische Künstlerin
- Alejandra Ruddoff (* 1960), chilenische Bildhauerin
- Alejandra Seeber (* 1969), argentinische Malerin
- Alejandra Soler (1913–2017), spanische Politikerin und Hochschullehrerin
- Alejandra Valencia (* 1994), mexikanische Bogenschützin